# Elitserien i handboll för herrar 2008/2009
Elitserien i handboll för herrar 2008/2009 var Sveriges högsta division i handboll för herrar säsongen 2008/2009.
Säsongen inleddes torsdagen den 18 september 2008 med matchen mellan IFK Trelleborg och Lindesberg och avslutades lördagen den 14 mars 2009.
Slutspelet inleddes den 25 mars 2009 och avslutas med SM-final i Globen den 9 maj 2009.
IFK Ystad och IFK Tumba åkte ur Elitserien, nya lag till säsongen 2009/2010 blir HK Malmö och IFK Kristianstad som etta och tvåa i handbollsallsvenskan, samt OV Helsingborg efter kvalseger mot IFK Trelleborg.
HK Drott och IFK Trelleborg spelade kval om två Elitserieplatser mot fyran (Hästö IF) respektive trean (OV Helsingborg) från allsvenskan.

## Deltagande lag
Från Elitserien 2007/2008 (10 lag)
- Alingsås HK
- IF Guif
- H43 Lund
- Hammarby IF
- LIF Lindesberg
- HK Drott
- Redbergslids IK
- IFK Skövde
- IK Sävehof
- Ystads IF

Från Elitseriekval (2 lag)
- Lugi HF (kvar i Elitserien)
- IFK Trelleborg (kvar i Elitserien)

Från Allsvenskan 2007/2008 (2 lag)
- IFK Ystad
- IFK Tumba

## Slutställning
Not: Lag 1-8 till SM-slutspel, lag 11-12 till Elitseriekval, lag 13–14 ner till Allsvenskan 2009/2010.
| Nr | Lag              | S  | V  | O | F  | GM  | IM  | MS   | P  |
| -- | ---------------- | -- | -- | - | -- | --- | --- | ---- | -- |
| 1  | IK Sävehof       | 26 | 18 | 4 | 4  | 791 | 675 | +116 | 40 |
| 2  | Alingsås HK      | 26 | 16 | 4 | 6  | 740 | 680 | +60  | 36 |
| 3  | IF Guif          | 26 | 17 | 1 | 8  | 793 | 708 | +85  | 35 |
| 4  | Ystads IF        | 26 | 15 | 2 | 9  | 782 | 726 | +56  | 32 |
| 5  | Hammarby IF (RM) | 26 | 14 | 3 | 9  | 795 | 719 | +76  | 31 |
| 6  | Redbergslids IK  | 26 | 14 | 3 | 9  | 767 | 754 | +13  | 31 |
| 7  | Lugi HF          | 26 | 14 | 1 | 11 | 711 | 703 | +8   | 29 |
| 8  | LIF Lindesberg   | 26 | 12 | 4 | 10 | 735 | 725 | +10  | 28 |
| 9  | IFK Skövde       | 26 | 12 | 1 | 13 | 772 | 735 | +37  | 25 |
| 10 | H43              | 26 | 11 | 2 | 13 | 705 | 717 | −12  | 24 |
| 11 | HK Drott         | 26 | 9  | 1 | 16 | 706 | 741 | −35  | 19 |
| 12 | IFK Trelleborg   | 26 | 7  | 1 | 18 | 700 | 793 | −93  | 15 |
| 13 | IFK Ystad (U)    | 26 | 5  | 0 | 21 | 673 | 844 | −171 | 10 |
| 14 | IFK Tumba (U)    | 26 | 4  | 1 | 21 | 673 | 823 | −150 | 9  |

## SM-slutspel

### Kvartsfinaler
| Datum                              | Match                 | Resultat         | Publik |
| ---------------------------------- | --------------------- | ---------------- | ------ |
| IK Sävehof - Redbergslids IK (3-0) |                       |                  |        |
| 26 mars 2009                       | Sävehof - Redbergslid | 30 - 20          | 1.750  |
| 29 mars 2009                       | Redbergslid - Sävehof | 26 - 29          | 1.012  |
| 2 april 2009                       | Sävehof - Redbergslid | 27 - 23          | 1.665  |
| Alingsås HK - LIF Lindesberg (3-2) |                       |                  |        |
| 25 mars 2009                       | Alingsås - Lindesberg | 25 - 24          | 1.012  |
| 30 mars 2009                       | Lindesberg - Alingsås | 26 - 22          | 1.917  |
| 2 april 2009                       | Alingsås - Lindesberg | 29 - 26          | 1.253  |
| 5 april 2009                       | Lindesberg - Alingsås | 25 - 23          | 1.753  |
| 8 april 2009                       | Alingsås - Lindesberg | 38 - 22          | 1.350  |
| IF Guif - Lugi HF (3-1)            |                       |                  |        |
| 25 mars 2009                       | Guif - Lugi           | 31 - 33          | 2.356  |
| 28 mars 2009                       | Lugi - Guif           | 25 - 30          | 2.309  |
| 31 mars 2009                       | Guif - Lugi           | 26 - 25          | 2.186  |
| 4 april 2009                       | Lugi - Guif           | 22 - 35          | 1.804  |
| Ystads IF - Hammarby IF (1-3)      |                       |                  |        |
| 25 mars 2009                       | Ystads IF - Hammarby  | 34 - 36 e. förl. | 1.697  |
| 28 mars 2009                       | Hammarby - Ystads IF  | 33 - 27          | 1.512  |
| 1 april 2009                       | Ystads IF - Hammarby  | 30 - 23          | 1.896  |
| 5 april 2009                       | Hammarby - Ystads IF  | 32 - 29          | 1.622  |

### Semifinaler
| Datum                           | Match               | Resultat | Publik |
| ------------------------------- | ------------------- | -------- | ------ |
| IK Sävehof - IF Guif (2-3)      |                     |          |        |
| 19 april 2009                   | Sävehof - Guif      | 35 - 25  | 1.205  |
| 22 april 2009                   | Guif - Sävehof      | 30 - 26  | 2.601  |
| 26 april 2009                   | Sävehof - Guif      | 28 - 26  | 1.450  |
| 28 april 2009                   | Guif - Sävehof      | 28 - 22  | 2.602  |
| 3 maj 2009                      | Sävehof - Guif      | 20 - 22  | 2.000  |
| Alingsås HK - Hammarby IF (3-2) |                     |          |        |
| 19 april 2009                   | Alingsås - Hammarby | 27 - 22  | 1.225  |
| 22 april 2009                   | Hammarby - Alingsås | 30 - 19  | 1.623  |
| 26 april 2009                   | Alingsås - Hammarby | 30 - 29  | 1.222  |
| 28 april 2009                   | Hammarby - Alingsås | 27 - 22  | 2.079  |
| 3 maj 2009                      | Alingsås - Hammarby | 35 - 26  | 1.350  |

## Final
| Datum          | Match           | Resultat | Publik |
| -------------- | --------------- | -------- | ------ |
| Final i Globen |                 |          |        |
| 9 maj 2009     | Alingsås - Guif | 29 - 26  | 13.927 |

## Svenska mästare
- Richard Kappelin
- Daniel Svensson
- Markus Enström
- Johan Petersson
- Johan Fagerlund
- Charlie Sjöstrand
- Glenn Andersson
- Patrick Quinones
- Anders Rylander
- Ville Kangas
- Pontus Johansson
- Magnus Andreasson
- Tobias Rivesjö
- Jonathan Berg
- Johan Berg
- Gustav Rydergård
- Kristian Bliznac

- Tränare: Robert Wedberg

## Statistik och utmärkelser

### Skytteliga
Listan innehåller de tio spelare som gjorde flest mål i Elitserien 2008/2009.
|    | Spelare             | Lag            | Antal mål |
| -- | ------------------- | -------------- | --------- |
| 1  | Zoran Roganović     | H43 Lund       | 203       |
| 2  | Niclas Ekberg       | IFK Ystad      | 188       |
| 3  | Mattias Zachrisson  | IF Guif        | 168       |
| 4  | Payam Hatami        | LIF Lindesberg | 166       |
| 5  | Mathias Tholin      | IF Guif        | 163       |
| 6  | Daniel Lindgren     | HK Drott       | 157       |
| 7  | Johan Jakobsson     | IK Sävehof     | 152       |
| 8  | Tobias Warvne       | LIF Lindesberg | 147       |
| 9  | Kim Ekdahl Du Rietz | Lugi HF        | 138       |
| 10 | Pierre Hammarstrand | Ystads IF      | 135       |

### All Star Team
- Målvakt: Richard Kappelin, Alingsås HK
- Vänstersexa: Mathias Tholin, IF Guif
- Mittsexa: Payam Hatami, LIF Lindesberg
- Högersexa: Niclas Ekberg, IFK Ystad
- Vänsternia: Tobias Warvne, LIF Lindesberg
- Mittnia: Patrik Fahlgren, IK Sävehof
- Högernia: Zoran Roganović, H43 Lund

### Övriga utmärkelser
- Årets försvarsspelare: Gustav Rydergård, Alingsås HK
- Årets poängvinnare (Most Effective Player): Mathias Tholin, IF Guif
- Årets komet: Niclas Ekberg, IFK Ystad
- Årets tränare: Robert Wedberg, Alingsås HK